# 大福光寺
大福光寺（だいふくこうじ）は、京都府船井郡京丹波町にある真言宗御室派の寺院。山号は雲晴山、本尊は毘沙門天。

## 歴史
寺伝によれば、延暦年間（782年 - 806年）に鞍馬寺の中興峯延上人が建立したとされる。元は現在地の北方の空山中腹にあったが、嘉暦2年（1327年）に足利尊氏により現在地へと移された。

## 文化財

### 重要文化財
- 本堂 - 嘉暦2年（1327年）建立[2]
- 多宝塔 - 鎌倉時代後期[3]
- 方丈記
- 玉篇（巻第廿四断簡）

## 周辺
- 渡辺家

## 交通アクセス
- JR山陰本線下山駅より徒歩25分
- 京都縦貫自動車道丹波ICより車で30分